# PGP-RTS
PGP-RTS (srbsky Продукција грамофонских плоча Радио телевизије Србије) je nahrávací společnost se sídlem v Bělehradě. Jedná se o nástupce PGP-RTB, která byla založena v roce 1959 v Bělehradě, hlavní městě SR Srbsko a Socialistické federativní republiky Jugoslávie.
Po rozpadu Jugoslávie v roce 1993 společnost změnila jméno na PGP-RTS.

## Umělci
Pod vydavatelstvím PGP-RTB nazpívalo písně mnoho umělců, kteří prezentovali pop, rock i folk. K těm, kteří se vydavatelství upsali patří:
- Alisa
- Amajlija
- Atheist Rap
- Babe
- Nedeljko Bajić
- Bjesovi
- Cactus Jack
- Deca Loših Muzičara
- Disciplina Kičme
- Dragoljub Đuričić
- Đorđe Balašević
- Dža ili Bu
- Haris Džinović
- Električni Orgazam
- Eyesburn
- Familija
- Galija
- Garavi Sokak
- Generacija 5
- Hush
- Miroslav Ilić
- Emina Jahović
- Kanda, Kodža i Nebojša
- Kazna Za Uši
- Kerber
- Kraljevski Apartman
- Kristali
- Laki Pingvini
- Lira Vega
- Mama Rock
- Oliver Mandić
- Srđan Marjanović
- Dragana Mirković
- Negative
- Neverne Bebe
- Night Shift
- Osvajači
- Overdrive
- Partibrejkers
- Piloti
- Plejboj
- Dušan Prelević
- Nina Radojičić
- Rubber Soul Project
- S.A.R.S.
- Sick Mother Fakers
- Smak
- Ana Stanić
- Super s Karamelom
- Trigger
- Vampiri
- Van Gogh
- YU grupa
- Zana
- Zbogom Brus Li